# 茶镇
茶镇，是中华人民共和国陕西省汉中市西乡县下辖的一个乡镇级行政单位。

## 行政区划
茶镇下辖以下地区：
老渔坝村、茶镇村、十二岭村、康乐村、龙泉村、木竹坝村、双河灌村、南沟村和渔丰村。